# Blanket protest

La Blanket protest (français : Protestation de la couverture) est un mouvement des prisonniers paramilitaires républicains de la prison du Maze dans la deuxième moitié des années 1970, pendant le conflit nord-irlandais.
En 1976, le gouvernement britannique met fin au Special Category Status, distinguant les condamnés pour terrorisme (c'est-à-dire les membres d'organisations paramilitaires) des prisonniers de droit commun. Le 15 septembre 1976, Kieran Nugent, de l'IRA provisoire, est emprisonné à la prison du Maze. Se considérant comme un prisonnier politique, il refuse de porter l'uniforme des prisonniers et décide de ne se vêtir que d'une couverture. Il est suivi par quelques autres prisonniers en 1976 et en 1978, ils sont près de 300 à refuser de porter l'uniforme des prisonniers, tandis qu'un mouvement populaire de soutien apparaît. Face au peu de retour médiatique de cette protestation, les prisonniers radicalisent leur action et débute en mars 1978 la Dirty protest.